# 모후산
모후산(母后山)대한민국 전라남도 순천시(주암, 송광면) 과 화순군(동복, 사평면) 사이 경계를 이루는 높이 943.8m의 산이다.
무등산 북쪽 지맥의 한 봉우리이나 규모가 크고 산세도 험한 편이다. 정상에 오르면 동복호와 주암댐, 무등산, 백아산, 조계산 등이 보여 전망이 트여있다.
본래 라복산(蘿蔔山)이라고 부르다가 고려 공민왕 10년인 1361년에 홍건적의 고려 침공이 있었을 때 공민왕 부부가 태후와 함께 피난해 산 것을 계기로 모후산이라 부르게 되었다는 이야기가 전해온다. 조선 선조 25년인 1592년에 정유재란이 일어났을 때 동복현감인 김성원이 노모를 구하기 위해 싸우다 죽었다 하여 모호산(母護山)이라고 고쳐 부르게 되었다.
모후산 남쪽 계곡에는 당나라의 유마운이 창건했다는 대한불교조계종 사찰 유마사가 있다. 한국 전쟁 중 조선로동당 전남도당이 유마사에 숨어들어 백아산과 연계하여 활동한 일이 있다. 공산주의자들의 소굴이라는 이유로 당시의 유마사 건물은 소각되었다. 새로 지은 유마사를 기점으로 산행 코스가 마련되어 있다. 1980년대까지만 해도 인적이 드물었으나 현재는 등산로가 잘 정비되어 있다.
주변에 화순 적벽, 김삿갓 유적지, 남도 화단을 대표하는 화가 중 한 명인 오지호의 생가와 기념미술관이 있다. 조계산도립공원, 화순온천과도 가까운 거리이다.
★★★모후산 하면 화순 모후산 으로★★★
퍼뜩 떠오르지만, 모후산 의 한자이름에서 볼 수 있듯이 화순 쪽 보단 순천 쪽의 역사 가 더 크다 하겠다.
고려 공민왕 때 에 홍건적 의 개경침공으로 피신을 해야 했던 공민왕 은 왕의처가 쪽인 화순 동복오씨 분들과 어머니를 모시고 피신처를 찾던 중 화순동복사람 인 "김도" 의 안내 로 지금 의 순천시 송광면 삼청리 모후산 자락 왕대마을 쪽에 안착하게 된다. 아들인 공민왕 은 경상도 안동으로 가게되고, 어머니 와 처가쪽 사람들이 이곳 송광면 삼청리 왕대마을 에 머무르면서, 모후산에서 자생하는 산삼을 먹으며 기력을 회복하게 된다. 그후 홍건적 난 이 어느정도 진압된 이후 어머니를 모시러 온 공민왕 이 이곳 순천 송광면 삼청리 왕대마을 에 도착하여 기이하고 우람한 산세를 보고 곁에 있던 "김도"에게 물었다. 이산 이 무슨 산이냐? 라고 물으니, "김도"는 예 라복산 이라 하옵니다. 라고 대답하였다. 그러고 나서 다시 왕이 말하기를 과연 "덕여모후"로다 라고 말하였다.산 의 크나큰 덕이 어머니 같다 란 뜻의 이말 은
순천 역사 중 송광면 삼청리 에 전해 내려오는 오랜 전설 로 전해지고 있으며 왕이 머무른 장소 라 하여
마을 이름도 "왕대" 라 칭하였고, 왕족 이 피신한 임시수도 라 하여 그 아랫마을 이름 은 "유경" 이라 부르게 되었다. 지금도 이곳 송광면 왕대, 유경 마을에는 공민왕 의 이야기와 함께 산넘어 주암면 대광리 용문마을 에 존재하던 "대광사"란 큰절이 존재했었고(조선말 때까지 존속 그후 폐찰 됨) 대광사 관련 불교유적 들이 송광면 삼청리,후곡리 주암면 대광리 주변으로 남아있으며 대표적인 대광사 의 유적 에는
대한민국 명승25호 로 지정된 "초연정원림" 이 있고 후곡리 모후산 중턱에는 유마사 운성암절터 가 현재 에도 남아있다.(한국의폐사지 란 책자에 수록)
과거에는 후곡리 절터, 삼청리 절터 로 불리었던 곳이다. 이렇듯 모후산 은 화순군과 함께 순천시 주암,송광면 의 진산으로 신증동국여지승람 에 대광사 이야기와 함께 기록되어있는 명산 임 에도 불구하고
1991년 광주권 상수도 공급을 위해 이곳을 중심으로 주암호 담수가 시작되고, 수몰되는 위기를 맞이하게 된다. 상수원보호구역과 함께 자연환경보전구역으로 묶여있는 탓에 순천 쪽 명성보단 화순군 의 산으로 알려진 모후산이다.

## 같이 보기
- 한국의 산
- 유마사

## 참고자료
- 안중국 (2006년 1월). “[코스가이드 7선 - 온천산행] 북풍한설에 언 뺨 따끈한 온천욕으로 녹인다”. 《월간산》 (435호). 2006년 12월 29일에 원본 문서에서 보존된 문서. 2008년 6월 23일에 확인함. |제목=에 지움 문자가 있음(위치 1) (도움말)